# Eupterote formosana
Eupterote formosana är en fjärilsart som beskrevs av Matsumura 1908. Eupterote formosana ingår i släktet Eupterote och familjen Eupterotidae. Inga underarter finns listade i Catalogue of Life.